# Personaggi de La bella e la bestia (Disney)
Questa è la lista dei personaggi della serie Disney La bella e la bestia.

## Introdotti inLa bella e la bestia

### Belle
Belle è la protagonista femminile del film d'animazione Disney del 1991, La bella e la bestia. È l'unica figlia di Maurice, un inventore con il quale risiede in un piccolo villaggio francese. Gli abitanti del villaggio hanno etichettato Belle come un'emarginata a causa del suo spirito libero. È anche una bibliofila orgogliosa, i suoi generi preferiti sono il fantasy e l'avventura. La passione di Belle per le storie fantastiche, unita al suo status di emarginata, le ha lasciato il desiderio di una vita avventurosa fuori dal suo piccolo villaggio. Inaspettatamente realizza il suo desiderio quando diventa prigioniera della Bestia per salvare la vita di suo padre.

### Principe Adam/Bestia
La Bestia è il protagonista maschile del film d'animazione Disney del 1991, La bella e la bestia. Principe di nascita, fu condannato a diventare un mostro da una misteriosa fata come punizione per i suoi modi egoisti e crudeli. Solo amare un'altra e guadagnarsi il suo amore in cambio può liberare la Bestia e coloro che sono stati colpiti dall'incantesimo prima che scada il tempo.

### Gaston
Gaston è l'antagonista del film d'animazione Disney La bella e la bestia. È il bullo del paese dove vive la protagonista, Belle. Fisicamente è estremamente muscoloso, ha capelli neri ed è sempre vestito con un abito da cacciatore. È sempre accompagnato dal piccolo e buffo Le Tont (Le Fou in originale, di cui il nome deriva dal francese "lo scemo"). Il personaggio di Gaston è probabilmente ispirato a quello di Splendore, un bellissimo ragazzo che è antagonista della bestia, nel film francese La bella e la bestia.
Gaston compare, come detto prima, nel film Disney La bella e la bestia. Uomo estremamente presuntuoso, maschilista e sciocco, si crede superiore a tutti per la sua avvenenza fisica e per la sua abilità di cacciatore, e per questo motivo è molto stimato ed ammirato dai suoi compaesani e soprattutto dalle ragazze. Egli decide di sposare Belle, considerata da tutti la ragazza più bella del paese, e quindi la donna giusta per lui, ma lei, considerandolo (non a torto) odioso e superficiale, lo respinge più volte e arriva ad umiliarlo davanti a tutti i paesani. Furioso per l'umiliazione, Gaston, dopo aver ascoltato le richieste di aiuto di Maurice di liberare la figlia prigioniera della Bestia, decide di ricattare Belle, minacciandola di far rinchiudere suo padre in manicomio, se lei non lo sposerà. Il suo piano andrà storto quando Belle dimostrerà che la Bestia esiste e non è malvagia, ma buona e gentile, e migliore dello stesso Gaston. Il ragazzo, in preda alla gelosia convince i paesani che la Bestia è pericolosa e guida così la folla al castello, per trovare la Bestia e ucciderla. Così, mentre i paesani combattono contro gli abitanti del castello, Gaston aggredisce la Bestia, prima ferendola con una freccia, insultandola e poi cercando di colpirla con un doccione staccato dalla balconata del castello. La Bestia non si difenderà, presa dallo sconforto per l'allontanamento di Belle, ma quando lei tornerà, per aiutarlo, ritrova finalmente la forza di reagire, dando vita ad una tremenda battaglia sul tetto del castello. Al termine della lotta, Gaston ha la peggio e supplica la Bestia di non ucciderlo, alche la Bestia si rende conto che uccidendolo sarebbe diventato come lui, e decide quindi di risparmiarlo, intimandogli di andare via. Gaston tuttavia mostra per l'ultima volta la sua scelleratezza, pugnalando la Bestia alle spalle, nel momento in cui questa si ricongiunge con l'amata Belle, felice di averla ritrovata. La sua codardia verrà presto punita: tentando di finire il suo avversario, perderà l'equilibrio e precipiterà nel baratro sottostante.

### Maurice
Maurice è l'inventore del villaggio e il padre di Belle. Tuttavia, la maggior parte degli abitanti del villaggio pensano che sia pazzo perché fabbrica dispositivi ritenuti ridicoli e impossibili da costruire nella realtà.
Durante l'inizio del film, sta lavorando su una macchina che taglia automaticamente la legna da ardere. Una volta che funziona con successo, parte per la fiera della contea per mostrare la sua invenzione. Tuttavia, non riesce ad arrivare alla fiera perché si perde nel bosco. Dopo aver percorso un sentiero che provoca la perdita del suo cavallo e del suo carro, ed essere stato attaccato e quasi ucciso da un branco di lupi rabbiosi, finisce al cancello di un castello oscuro. Quando entra nel castello per passare la notte, finisce per essere rinchiuso dalla Bestia, il padrone del castello.
Belle viene a sapere cosa è successo e va al castello, tentando di liberare suo padre. Riesce a convincere la Bestia a liberarlo, a condizione che prenda il posto di suo padre, alle proteste di Maurice. Maurice viene riportato con la forza al villaggio.
Al ritorno al villaggio, Maurice cerca l'aiuto degli abitanti del villaggio nel tentativo di salvare Belle, ma questi non gli credono e di conseguenza lo buttano fuori dalla taverna.
Determinato a salvare Belle, decide di tornare al castello da solo, ma si ammala a causa del freddo. Fortunatamente, Belle scopre che suo padre è nei guai tramite lo specchio magico della Bestia e viene rilasciata dalla Bestia in modo che possa salvarlo. Appena tornati a casa, Le Tont avvisa gli abitanti del villaggio del loro ritorno. Poco dopo, Monsieur D'Arque, il custode del manicomio locale, e gli altri abitanti del villaggio vengono a portare Maurice al manicomio con un intricato piano per ricattare Belle facendogli sposare Gaston. Belle rivela che le voci di Maurice sono vere e che la Bestia esiste. Sia lei che Maurice vengono rinchiusi da Gaston in cantina, per impedire loro di interferire con Gaston. Chicco, inizialmente nascosto nella cartella di Belle, usa il taglialegna automatizzato per distruggere la porta della cantina. Maurice e Belle partono per il castello per impedire a Gaston di uccidere la Bestia. Viene visto l'ultima volta nella sala da ballo in piedi accanto a Mrs. Bric mentre guarda felicemente Belle e la Bestia (che ora è di nuovo trasformata in un bel principe) ballare mentre ride alla domanda di Chicco a sua madre se deve ancora "dormire nella credenza".
Nell'adattamento live-action del 2017, Maurice è interpretato da Kevin Kline. Rimane come inventore, ma realizza carillon per aiutare Belle a vedere il mondo comodamente da casa nel villaggio di Villeneuve. Fuggì da Parigi e si stabilì in provincia con Belle quando era ancora una bambina per proteggere entrambi da una pestilenza che tolse la vita alla madre di Belle e moglie di Maurice. Fedele alla storia originale, Maurice viene imprigionato dalla Bestia per aver preso una rosa dal suo roseto invece di essere sorpreso a sconfinare nel castello. Maurice torna a Villeneuve per trovare aiuto, ma solo Gaston e Le Tont sono disposti a farlo. Tuttavia, Gaston voleva solo aiutare per ottenere la benedizione di Maurice per il suo matrimonio con Belle. Sapendo che Belle non ha alcun interesse a sposare Gaston, Maurice rifiuta la sua mano, spingendo Gaston a lasciarlo morire per mano dei lupi. L'Incantatrice, travestita da abitante del villaggio di nome Agata, lo salva e lo riporta a Villeneuve. Al suo ritorno, Maurice tenta di far arrestare Gaston per tentato omicidio, ma Gaston a sua volta lo dichiara pazzo e vuole farlo ricoverare in un manicomio. Belle arriva indietro nel tempo per vendicare Maurice, ma entrambi sono rinchiusi nel carro dell'asilo mentre l'intero villaggio va per uccidere la Bestia. Dopo che Maurice e Belle hanno fatto ammenda riguardo a Belle che ora capisce perché Maurice era così eccessivamente protettivo nei suoi confronti, grazie alla Bestia, Maurice usa le sue abilità di inventore per forzare il lucchetto sul carro, permettendo a Phillipe di riportare Belle al castello della Bestia mentre Maurice rimane dietro con lo sbalordito Monsieur D'Arque. Alla fine del film, si vede Maurice dipingere il ballo da sala mentre tutti festeggiano, cosa che è stata brevemente testimoniata da Mrs. Bric prima di ballare con suo marito.

### Chicco
Chicco è il figlio di Mrs. Bric. Come risultato dell'incantesimo dell'Incantatrice, viene trasformato in una tazza da tè, con una piccola crepa sul bordo. Fa amicizia con Belle e l'ammira. Viene ammonito da sua madre quando fa un trucco con le bolle a Belle e quando fa una risatina a come la Bestia maneggia un cucchiaio. Inoltre, si nasconde quando deve lasciare il castello per salvare Maurice e vuole scoprire perché Belle è partita. In seguito libera Belle e Maurice, che sono intrappolati nella cantina da Gaston, mettendo in funzione l'invenzione di Maurice, un trinciapaglia automatico, per aprire la porta della cantina ma distruggendo l'invenzione nel processo. Ricompare in forma umana insieme alla madre nel finale.

### Spolverina
Spolverina è una domestica del castello, addetta alle pulizie, che è anche la fidanzata di Lumière. Viene trasformata in un piumino da spolvero come causa dell'incantesimo. Spezzato l'incantesimo, riprende il suo aspetto umano, rivelandosi una ragazza incredibilmente attraente. In altri media ha nomi diversi, come Babette, Fifi e Plumette.

### Sultano
Sultano è il cane del castello che è stato trasformato in uno sgabello poggiapiedi quando la fata ha messo in atto la sua maledizione.
Quando Maurice è apparso per la prima volta al castello, è tra coloro che lo incontrano e si è fatto accarezzare. Poi Sultano si mette davanti a Maurice in modo che possa alzare i piedi. Durante la permanenza di Belle al castello, Sultano gioca nella neve e viene persino abbracciato da Belle. Nel momento in cui Gaston guida gli abitanti del villaggio ad assediare il castello della Bestia, anche Sultano prende parte alla lotta. Quando viene inseguito in cucina e messo alle strette da Le Tont e due tirapiedi di Gaston, lo chef Bouche e i coltelli lo aiutano spaventando i tre nemici. Dopo che Belle ruppe l'incantesimo, Sultano viene riportato alla normalità.

### Guardaroba
Guardaroba è una ex cantante lirica, trasformata in un guardaroba. Fa la sua prima apparizione nella stanza di Belle, fornendole abiti da indossare. Il personaggio è stato introdotto dalla responsabile dello sviluppo visivo Sue C. Nichols al cast di servi allora interamente maschile, ed era originariamente un personaggio più integrale chiamato "Madame Armoire". Il suo ruolo è stato successivamente ampliato e alla fine rilevato da Mrs. Bric. Il guardaroba è conosciuto come "Madame de la Grande Bouche" nell'adattamento teatrale del film. Il suo nome d'arte presumibilmente significa "Mistress of the Big Mouth" in una traduzione inglese semi-letterale.

### Le Tont
Le Tont è l’antagonista secondario del film. È l’aiutante fidato di Gaston. È un uomo goffo, molto basso e tarchiato. Viene spesso maltrattato dal suo superiore, ma non sembra prendersela a male. Sembra insicuro sul fatto che Gaston sposi Belle (pensando che lei e suo padre, Maurice, siano "pazzi"), ma lo aiuta comunque. Durante il tentativo di matrimonio, fa da  direttore d'orchestra. Più tardi, quando Gaston escogita un piano per far mandare Maurice al manicomio per costringere Belle a sposarlo, si dirigono a casa di Belle, ma sia lei che Maurice se ne sono andati. Gaston decide di far stare Le Tont vicino alla casa e di fargli sapere quando tornano, con grande dispiacere di Le Tont. Dopo un po', quando Belle riporta a casa Maurice, Le Tont avverte Gaston in modo che possa mettere in atto il suo piano. Dopo aver appreso che la Bestia esiste, accompagna Gaston e il resto della folla linciatrice al castello per uccidere la Bestia cantando "The Mob Song" con tutti. Raccoglie Lumière entrando nel castello e il segnale di Lumiere inizia la battaglia. Durante la battaglia, Le Tont tenta di uccidere Lumiere agitando una torcia, pericolosamente vicino alla testa di Lumière, ma Tockins si presenta per salvare Lumière conficcando forte le sue forbici nel didietro di Le Tont. Viene visto per l'ultima volta scappare con il resto degli abitanti del villaggio.
Non è noto se sapesse che Gaston è morto contro la Bestia, anche se è possibile che l'assenza di Gaston da quel momento in poi gli abbia dato quel messaggio.
È rappresentato come un personaggio imbranato e comico, cerca sempre di servire al meglio Gaston ma spesso fallisce a causa della sua sbadataggine.
Nell'adattamento live-action del 2017, Le Tont è interpretato da Josh Gad. In questa versione, il personaggio è di statura normale e gay, diventando il primo omosessuale in un film Disney. In una scena, Le Tont ha aiutato Gaston a portare gli abitanti del villaggio a distruggere l'invenzione del bucato di Belle. A differenza del film d'animazione originale del 1991 durante il combattimento al castello della Bestia, salva Mrs. Bric quando cade dal lampadario e cambia lato per aiutare i servi della Bestia dopo che Gaston lo ha abbandonato mentre viene picchiato dai servi. Alla fine di questa versione, balla brevemente con Stanley (presumibilmente gay).

### Monsieur D'Arque
Monsieur D'Arque è il proprietario del manicomio locale Maison de Lune. Gaston lo corrompe per prendere parte a un piano per ricattare Belle per sposarlo in cui D'Arque minaccerà di far mandare in manicomio il piuttosto eccentrico padre di Belle, Maurice. Dopo che Belle ritorna dal castello della Bestia, Monsieur D'Arque si presenta per portare via Maurice mentre Gaston, Le Tont e la maggior parte degli abitanti del villaggio sono presenti. Lo si vede solo in queste due scene e il suo destino dopo che viene rivelata l'esistenza della Bestia è lasciato ambiguo.
Appare anche nella versione 2017. Appare solo dopo che Gaston ha richiesto che Maurice venisse messo in manicomio e cerca anche di bloccare sia Maurice sia Belle su ordine di Gaston mentre gli veniva detto di assicurarsi che non uscissero. Monsieur D'Arque è sbalordito quando scopre che i due sono riusciti a fuggire. Mentre Belle se ne va, Maurice chiede a Monsieur D'Arque se ha dei figli.

### Les Bimbettes
Les Bimbettes note anche come "Bimbette", sono un trio di belle donne bionde che adulano costantemente Gaston. I veri nomi delle ragazze sono Claudette, che indossa un abito rosso, Laurette, che indossa un abito giallo, e Paulette, che indossa un abito verde. Pensano che Belle sia pazza quando la vedono rifiutare le avances di Gaston. Sono anche sconvolte quando Gaston decide di sposare Belle, poiché vengono viste piangere quando annuncia che si proporrà a Belle. Successivamente vengono viste confortare e adulare Gaston alla locanda. Non fanno parte della folla che cerca di uccidere la Bestia. La fine della canzone di Gaston implica che hanno agito come cameriere nella locanda perché Paulette è stata vista con un piatto d'argento.

### Gli amici di Gaston (Tom, Dick, Stanley e Walter)
Tom, Dick, Stanley e Walter sono un quartetto di uomini del paese che sono amici intimi di Gaston e Le Tont. Guardano Gaston al meglio del resto del villaggio come leader e funzionano come la sua banda, insieme a Le Tont. 
Nel film d'animazione del 1991, Tom (Tizio) è basso, grasso e calvo, Dick (Caio) è di taglia media e magro, Stanley (Riccardo) è grande e robusto e Walter è il più anziano e con i capelli grigi. 
I nomi dei primi tre sono citati in italiano durante la canzone di Gaston, sia nella versione animata che live-action; Stanley viene chiamato col nome originale nel secondo caso, mentre Walter è l'unico che non viene nominato.

### Phillipe
Phillipe è un cavallo belga di proprietà di Belle e Maurice. Ha paura dei lupi ed emette un forte rumore di passi.

### I lupi
I lupi sono antagonisti minori del film. Sono temibili e tentano di uccidere sia Belle sia suo padre Maurice, ma anche il cavallo Philippe e la Bestia. Verranno messi in fuga dalla Bestia al termine di una battaglia. Fanno un breve cameo nel midquel del film.

## Introdotti inLa bella e la bestia - Un magico Natale

### Forte
Forte è il compositore del castello e funge da principale antagonista di La bella e la bestia - Un magico Natale. Quando l'incantatrice maledice la Bestia, viene trasformato in un organo a canne. A differenza degli altri servitori maledetti che vorrebbero ritornare umani, Forte gode della sua nuova forma per il potere che gli conferisce, poiché sente di essere più utile alla Bestia in questa forma di quanto non lo fosse nella sua forma umana dal momento che la sua musica non veniva molto apprezzata. Pertanto, intende sabotare il rapporto tra la Bestia e Belle per assicurarsi che l'incantesimo non venga mai rotto. Usa anche Fife l'ottavino per realizzare il suo piano, promettendogli il suo assolo musicale quando ci riesce (anche se in realtà non intende mai dargli l'assolo). Cerca di attirare Belle lontano dal castello per ottenere un albero di Natale in un'area oltre un lago ghiacciato e farla uccidere. Mentre è via, Forte dice alla Bestia che Belle lo ha abbandonato, aumentando così la rabbia della Bestia. Quindi procede a dire alla Bestia di distruggere la Rosa Incantata, ma la Bestia alla fine decide di non farlo quando un petalo di rosa atterra sul libro delle fiabe di Belle, permettendo così alla Bestia di riacquistare i suoi sensi.
Infuriato per questo fallimento, e rifiutando di "svanire", decide di distruggere l'intero castello con la sua musica, dato che la Bestia e Belle non possono innamorarsi se sono entrambi morti. Alla fine incontra la sua fine quando la Bestia strappa la tastiera, unico suo punto debole, e la distrugge, facendo sì che Forte cerchi di uccidere la Bestia lanciandosi contro di lui. Finisce per essere rimosso dal muro causando il forte schianto a terra.
Quando La bella e la bestia - Un magico Natale è stato originariamente concepito come un direct sequel del primo film, il personaggio di Forte è stato scritto come Avenant, il vendicativo fratello minore di Gaston che doveva essere determinato a rovinare la vita di Belle e Adam prima di raggiungere il suo fine. Sebbene i piani per il sequel siano stati eliminati, molte delle caratteristiche di Avenant sono state integrate in Forte.

### Fife
Fife è l'assistente di Forte. Quando l'incantatrice maledice la Bestia, viene trasformato in un flauto. Viene incaricato da Forte di tentare di sabotare la relazione tra Belle e la Bestia sotto la promessa del suo assolo. Fife incontra Belle dopo che Forte l'ha attirata nella sua stanza per dirle dove si trova un albero di Natale adatto per la sua festa. Tuttavia, poco dopo la sua partenza, Forte dice a Fife di seguirla (presumibilmente in modo che possa far rompere il ghiaccio con il suo suono). Fife in seguito si rammarica di questa azione e decide di aiutare Belle e la Bestia a riparare la loro relazione. Forte decide di distruggere il castello e Fife cerca di fermarlo, fallendo, e Forte gli rivela che non ha mai avuto intenzione di dargli un assolo musicale. Non più fedele a Forte, Fife dice alla Bestia che il potere di Forte viene dalla tastiera e la Bestia usa questa conoscenza per depotenziarlo. Alla fine del film (che si svolge nel presente), Fife ha preso il posto di Forte come compositore del castello.

### Angelique
Angelique è la decoratrice del castello e la vecchia fidanzata di Lumière. Quando l'incantatrice maledice la Bestia, si trasforma in un ornamento di angelo di Natale. Inizialmente si oppone all'idea di Natale, ma poi ci ripensa dopo che Belle le racconta le gioie del Natale. Successivamente conforta Belle nella prigione.